# 瓦勒德锡
瓦勒德锡（法語：Val-de-Scie，法語發音：[val də si]）是法国滨海塞纳省的一个市镇，属于迪耶普区。该市镇于2019年由原市镇欧费、克雷西和塞维合并而成，行政中心位于欧费。

## 地名
“瓦勒德锡”（Val-de-Scie）一名在法语中意为“锡河谷”。

## 地理
瓦勒德锡（49°43'7"N, 1°6'4"E）面积22.05 平方千米，位于法国诺曼底大区滨海塞纳省，该省份为法国北部沿海省份，其西部及北部濒大西洋英吉利海峡，东起顺时针与索姆省、瓦兹省、厄尔省和卡爾瓦多斯省接壤。
与瓦勒德锡接壤的市镇（或旧市镇、城区）包括：锡河畔厄格勒维尔、圣埃利耶、贝朗孔布尔、拉克里克、科地区蒙特勒伊、锡河畔圣但尼、比维尔拉拜尼亚尔德。
瓦勒德锡的时区为UTC+01:00、UTC+02:00（夏令时）。

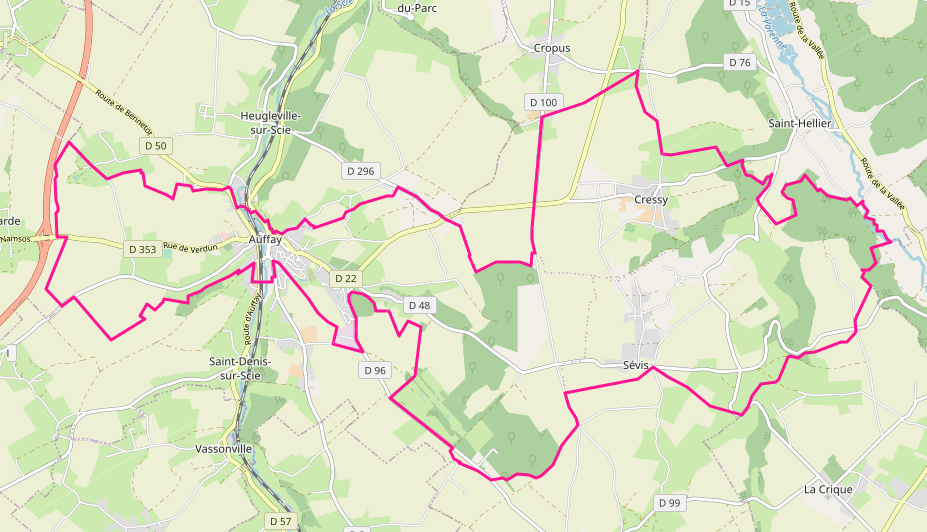
瓦勒德锡的OSM定位图

## 行政
瓦勒德锡的邮政编码为76720，INSEE市镇编码为76034。

## 政治
瓦勒德锡所属的省级选区为吕讷赖县。

## 人口
瓦勒德锡于2022年1月1日时的人口数量为2533人。